# 孙贵石
孙贵石（1962年11月—），河北省乐亭县人，中华人民共和国政治人物。

## 生平
1962年11月，孙贵石出生在河北省乐亭县。
1979年，孙贵石进入玉田师范学校师范专业学习，1981年毕业后在乐亭县马头营高中执教。
1990年8月，孙贵石进入大清河盐场工作，先后出任劳处干部、渤大联营厂厂长、溴厂厂长、化工分厂（溴酸钠车间）厂长、化工厂副厂长，期间于1994年6月加入中国共产党。
1998年4月，孙贵石出任唐山市兴达化工有限公司副总经理。同年6月转任唐山市橡胶厂厂长助理。同年11月成为唐山市永红橡胶有限公司总经理。
2002年12月，孙贵石出任唐山市城市污水处理有限责任公司副总经理，2004年11月升任党委书记兼总经理。
2008年5月，孙贵石出任唐山市城管局党委书记（6月兼任局长）、唐山城市排水有限公司党委书记、总经理。
2011年8月，孙贵石出任中共唐山市路北区委副书记、代区长，次年2月成为区长，2013年4月晋升党委书记。
2016年12月，孙贵石转任唐山市人大常委会党组成员。
2017年2月，孙贵石出任中共唐山市曹妃甸区委书记、曹妃甸工业区党工委书记兼管委会主任。
2021年8月，孙贵石调任唐山师范学院党委书记。

### 落马
2024年6月6日，孙贵石涉嫌严重违纪违法接受河北省纪委监委纪律审查和监察调查。